# ستاماتيس كوليتراس
ستاماتيس كوليتراس (مواليد 30 سبتمبر 1971) هو ملاكم يوناني، مثّل بلاده في الألعاب الأولمبية الصيفية 1984.

## روابط خارجية
ستاماتيس كوليتراس على موقع أوليمبيديا (الإنجليزية)